# 13-е тысячелетие до н. э.
13-е (трина́дцатое) тысячеле́тие до на́шей э́ры по пролептическому юлианскому календарю — тысячелетие с 1 января 13000 года до н. э. по 31 декабря 12001 года до н. э. Ему предшествовало 14-е тысячелетие до н. э., за ним следовало 12-е тысячелетие до н. э. Оно закончилось 14025 лет назад.
14950—13950 «лет назад»; соответствует датировке 12575—12100 радиоуглеродных лет назад.
На этот период приходится одно из особенно резких расхождений между калиброванной и некалиброванной датировкой — промежутку в 135 лет между 12535—12400 радиоуглеродных лет соответствует реальный промежуток в 660 лет — между 14900—14240 «лет назад».
- Середина XIII тыс. до н. э. (некалиброванных 12,5 тыс.) — Резкое повышение уровня Нила, уменьшение числа поселений.[1]
- Середина XIII тыс. до н. э. (некалиброванных 12,5 тыс.) — Могильник Джебель-Сахаба в Нижней Нубии (на севере Судана), 59 захоронений.[2]
- 14,6—14,1 — Бёллингское потепление.[3]
- 14,5 — Начало таяния Фенноскандинавского ледника и образования Балтийского озера.[4]
- 14,5—12 — Натуфийская культура (Ближний Восток).[5]
- Около 14,1 тыс. — Подпериод I Древний дриас Среднего дриаса, или дриаса II (относительно небольшое похолодание).[6]
- 14,0 или ранее (без калибровки около 12,2 или ранее) — Рашковская культура (Молдова).[7] Также предположительно выделялись йоржницко-курешницкая, костешско-атакская (обе в Молдове, позже рашковской)[8].

Находки в Америке:
- 14,5 — Вероятное открытие «коридора» в Берингии из-за начала таяния льдов.[9]
- 14,5 — Монте-Верде (Чили).[10]
- С 14,2 (без калибровки: с 12,4) — Культура Эль-Абра (Колумбия).[11]
- 14,0 (без калибровки 12,2) — Арройо-Секо (восток Аргентины).[12]

13950 «лет назад» (12000 лет до н. э.) (12,1 тыс. радиоуглеродных лет назад) — предел времени, освещаемого в данной статье.